# Andrés Ignacio Menéndez
Andrés Ignacio Menéndez (Santa Ana, El Salvador, 1 de febrero de 1879 - Nueva York, Estados Unidos, 7 de junio de 1962) fue Presidente Provisional de la República de El Salvador del 28 de agosto de 1934 al 1 de marzo de 1935 y del 9 de mayo al 21 de octubre de 1944.

## Datos generales
El general Andrés Ignacio Menéndez nació en Santa Ana, El Salvador, el 1 de febrero de 1879 y murió en Nueva York, Estados Unidos, el 7 de junio de 1962. Fue hermano de Rafael Menéndez. Fue casado en segundas nupcias con Catalina Carvallo de Menéndez.
El general Ignacio Menéndez era un hombre honrado y leal, tratando de resolver los préstamos dejados por General Martínez, pero antes de eso fue derrocado. Sus ascensos fueron desde filas donde alcanzó el grado de subteniente el 18 de octubre de 1898, a teniente el 24 de marzo de 1904; a Capitán el 1 de agosto de 1906; y por organización ascendió a capitán mayor el 24 de mayo de 1907, a teniente coronel el 20 de febrero de 1911; a coronel el 21 de mayo de 1915 y a general de brigada el 10 de agosto de 1920.

## Presidencias
Cuando el general Hernández Martínez solicitó permiso en 1934 a la Asamblea Legislativa para preparar su reelección, dejó como presidente provisional al general Andrés Ignacio Menéndez y en el Gabinete de Gobierno fue nombrado como Ministro de Guerra, Marina y Aviación el presidente Martínez. 

### Presidente interino (1944)
Cuando en 1944 el general Hernández Martínez fue derrocado ocupó provisionalmente el gobierno. 
Al día siguiente de haber tomado cargo de la presidencia organizó su gabinete de gobierno con unos cambios al de Martínez. El Ministerio de Gobernación, Trabajo, Fomento, Agricultura y Asistencia Social, el Ministerio de Hacienda, Crédito Público, Industria y Comercio y el Ministerio de Defensa Nacional quedaron iguales; el Ministerio de Relaciones Exteriores, Justicia y Educación fue reorganizado en el Ministerio de Relaciones Exteriores y Justicia y el Ministerio de Instrucción Pública mientras que el . Las subsecretarías quedaron iguales bajo sus respectivos ministerios. Nombró a la mayoría de los miembros del gabinete el mismo día 10 de mayo de 1944. El doctor Joaquín Parada Aparicio, médico y escritor, tomó el cargo de Ministro de Gobernación, Trabajo, Fomento,  Agricultura y Asistencia Social. El doctor Julio Enrique Ávila Villafañe, escritor y ex-diplomático, tomó el cargo de Ministro de Relaciones Exteriores y Justicia. El doctor Hermógenes Alvarado Cisneros, hijo del escritor y político Hermógenes Alvarado, tomó el cargo de Ministro de Instrucción Pública. El doctor Héctor Escobar Serrano, diplomático, mantuvo su puesto de Ministro de Hacienda, Crédito Público, Industria y Comercio que obtuvo de Martínez y ocupó desde el 3 de marzo. El general Fidel Cristino Garay tomó el cargo de Ministro de Defensa Nacional después de haber sido Subsecretario de Defensa Nacional bajo Martínez. Como subsecretarios nombró a doctor Napoleón Rodríguez Ruíz para las carteras de gobernación, trabajo y asistencia social; ingeniero Simeón Ángel Alfaro para las carteras de Fomento y Agricultura; y general José Guevara Martínez para la cartera de defensa nacional; el doctor Carlos Alberto Liévano había sido anteriormente Subsecretario de Gobernación, Trabajo y Asistencia Social bajo Martínez y pasó a tomar cargo de las carteras de hacienda, crédito público, industria y comercio. El siguiente día 11 de mayo completó su gabinete con los nombramientos de doctor José Antonio Rodríguez Porth como Subsecretario de Relaciones Exteriores y Justicia y el profesor Rubén H. Dimas como Subsecretario de Instrucción Pública.
| Posición                                                                   | Nombre                              | Fecha de nombramiento |
| -------------------------------------------------------------------------- | ----------------------------------- | --------------------- |
| Ministro de Gobernación, Trabajo, Fomento, Agricultura y Asistencia Social | Doctor Joaquín Parada Aparicio      | 10 de mayo de 1944    |
| Subsecretario de Gobernación, Trabajo y Asistencia Social                  | Doctor Napoleón Rodríguez Ruiz      | 10 de mayo de 1944    |
| Subsecretario de Fomento y Agricultura                                     | Ingeniero Simeón Ángel Alfaro       | 10 de mayo de 1944    |
| Ministro de Relaciones Exteriores y Justicia                               | Doctor Julio Enrique Ávila          | 10 de mayo de 1944    |
| Subsecretario de Relaciones Exteriores y Justicia                          | Doctor José Antonio Rodríguez Porth | 11 de mayo de 1944    |
| Ministro de Instrucción Pública                                            | Doctor Hermógenes Alvarado, hijo    | 10 de mayo de 1944    |
| Subsecretario de Instrucción Pública                                       | Profesor Rubén H. Dimas             | 11 de mayo de 1944    |
| Ministro de Hacienda, Crédito Público, Industria y Comercio                | Doctor Héctor Escobar Serrano       | 10 de mayo de 1944    |
| Subsecretario de Hacienda, Crédito Público, Industria y Comercio           | Doctor Carlos Alberto Liévano       | 10 de mayo de 1944    |
| Ministro de Defensa Nacional                                               | General Fidel Cristino Garay        | 10 de mayo de 1944    |
| Subsecretario de Defensa Nacional                                          | General José Guevara Martínez       | 10 de mayo de 1944    |

El 17 de junio, el presidente estadounidense Franklin D. Roosevelt envió una carta oficial reconociendo al gobierno de Andrés Ignacio Menéndez.
El 4 de julio se celebró una reunión en la Casa Presidencial entre los poderes legislativo, ejecutivo y judicial, delegados de los partidos políticos existentes, candidatos presidenciales y personas particulares.
Al intentar hacer elecciones justas, los militares dirigidos por Osmín Aguirre lo derrocaron el 21 de octubre de 1944. 